# 페터 옥스
페터 옥스(독일어: Peter Ochs, 1752년 8월 20일 – 1821년 6월 19일)는 스위스의 법률가이자 정치인으로, 단명한 헬베티아 공화국의 첫 번째 헌법을 작성한 것으로 유명하다.

## 생애
옥스는 뿌리가 바젤의 귀족가로 거슬러 올라간다고 하는 프랑스 낭트의 가문에서 태어났다. 옥스는 1769년에 바젤에 정착했고, 1776년에는 법학박사 학위를 취득하여 치안판사가 되었다. 이로써 정치에 입문하였으며 결혼으로 인맥을 넓혔다.
당시 스위스는 느슨한 군사동맹으로 엮인 자치주(칸톤)들의 연합이었다. 실제로는 단결도 거의 되지 않았고 중앙 정부도 없었다. 나머지 유럽 국가 대부분과 마찬가지로 스위스는 봉건사회로 간주되었는데, 부유층이 독점적인 특권을 누렸기 때문이다. 이러한 상황에 대한 분노는 잦은 음모와 봉기로 이어졌다. 대표적인 예는 아브라함 다벨 소령이 이끈 반란으로, 그는 고향 보주가 베른의 통치하에서 억압을 받고 있다고 여겨 항의하고자 봉기하였다.
1789년 프랑스 혁명이 발발하자 옥스는 혁명파에 합류했다. 그는 프레데릭-세자르 드 라 아르프와 함께 프랑스가 스위스에 군대를 보내 "부패한 연방"을 무너뜨리고 통일 국가를 수립하도록 촉구했다.
1798년 프랑스는 옥스가 원한 바를 그대로 이루어 주었다. 프랑스군은 스위스로 진격하여 큰 저항 없이 이내 온 스위스를 점령했다. 옥스는 스스로 새 헌법을 작성하여, 프랑스를 본받아 연방을 폐지하고 새로운 중앙 정부가 들어서도록 하였다. 그는 새 헬베티아 공화국의 양원제 의회에서 첫 상원의장을 맡았고 나중에는 행정부인 총재정부(Directory)의 수반을 역임하였다.
이후 옥스는 라 아르프와 사이가 틀어져 1799년 6월 25일 정부에서 쫓겨났다. 1803년의 중재법으로 헬베티아 공화국은 폐지되고 스위스는 다시 연방이 되었다. 바젤에서 옥스는 새로운 행정법과 형법을 고안하고 대학을 개편하는 데에 공헌하여 지역에서 명성을 얻었다.
바젤의 페터-옥스 거리(Peter-Ochs-Strasse)는 옥스의 이름을 딴 지명이다.

## 더 읽어보기
Niklaus von Brunn, Leichenrede bey der Beerdigung des Herrn Peter Ochs, 1821.